# Leptosia hybrida
Leptosia hybrida är en fjärilsart som beskrevs av Georges Bernardi 1952. Leptosia hybrida ingår i släktet Leptosia och familjen vitfjärilar. Inga underarter finns listade i Catalogue of Life.